# Rattus arfakiensis
Rattus arfakiensis є видом пацюків з Індонезії.

## Середовище проживання
Цей вид відомий з голотипу, зібраного на півострові Фогелькоп у провінції Папуа, Індонезія на висоті 2000 метрів над рівнем моря, та деяких додаткових зразків в Австралійському музеї в Сіднеї. Місцевість не добре відома, тому вид цілком може бути ширше розповсюджений у горах Арфак.